# Wiek
|  | For området i Estland tidligere kaldet Wiek, se Läänemaa |
Wiek er en by og kommune i det nordøstlige Tyskland, beliggende under Landkreis Vorpommern-Rügen på øen Rügen. Landkreis Vorpommern-Rügen ligger i delstaten Mecklenburg-Vorpommern.
Wiek er beliggende omkring 30 km nordvest for Bergen auf Rügen på halvøen Wittow. Man kan nå til kommunen over landtangen Schaabe eller med Wittower Fähre, der sejler mellem Wiek og Trent. Kommunen grænser i vest op til Wieker Bodden, der mod vest ligger ud til Østersøen på den anden side af den smalle halvø Bug. Mod syd har lagunen en smal forbindelse til havet. Fra Wiek er der også færgeforbindelse til øen Hiddensee.

## Landsbyer og bebyggelser
- Wiek
- Bohlendorf
- Bischofsdorf
- Fährhof
- Parchow
- Wittower Fähre
- Woldenitz
- Zürkvitz

- Wikimedia Commons har flere filer relateret til Wiek